# Sumu-abum
Sumu-abum est un prince amorrite qui a régné dans le nord de la Babylonie au début du XIXe siècle av. J.-C.
Il est traditionnellement considéré comme le premier roi de la première dynastie de Babylone, parce qu'une liste royale babylonienne datée de la fin de cette même dynastie (au XVIIe siècle av. J.-C.) le traite de cette manière. Néanmoins le reste de la documentation indique que le statut de fondateur de cette dynastie revient à Sumu-la-El, considéré par la liste royale comme le second roi de la dynastie. Les inscriptions des rois de cette dynastie présentent Sumu-la-El et non pas Sumu-abum comme leur ancêtre. 
Des tablettes indiquent que Sumu-abum et Sumu-la-El ont été contemporains, et s'il est assuré que le second a régné sur Babylone, rien n'indique que le premier l'ai fait. Le nom de Sumu-abum apparaît dans des tablettes des villes de Sippar (Tell ed-Der), Dilbat et Kisurra. Le lieu depuis lequel il règne n'est pas clair ; il pourrait s'agit de Der, ville située à l'est de la plaine mésopotamienne. 
Son statut et ses liens avec Sumu-la-El ne sont pas clairs non plus. La documentation de Tell ed-Der présente Sumu-abum comme le chef d'une « assemblée des Amorrites », dans laquelle se trouve aussi Sumu-la-El, et il reçoit plus de présents que les autres chefs. Il aurait donc le statut de chef d'une sorte de confédération réunissant des chefs de tribus amorrites. Son aire d'influence pourrait s'être étendue sur un vaste territoire, depuis le sud de la vallée de la Diyala jusqu'au pays de Sumer (Nippur, Kisurra). 
La raison pour laquelle il a été inclut dans la liste royale babylonienne bien après sa mort n'est pas claire non plus : il pourrait avoir été un personnage important, dont on aurait rétrospectivement tenté de récupérer le souvenir pour renforcer le prestige de la lignée de Babylone. La réinterprétation de l'origine de la dynastie date au moins du règne d'Ammi-saduqa : Sumu-abum est alors présent dans la liste royale babylonienne, et aussi parmi les ancêtres dynastiques faisant l'objet d'un culte (kispum).